# Односи Србије и Ирске
Односи Србије и Ирске су инострани односи Републике Србије и Републике Ирске.

## Билатерални односи
Дипломатски односи са Ирском су успостављени 1977. године.
Амбасада Републике Србије у Лондону (Уједињено Краљевство) радно покрива Ирску.
Ирска је марта 2024. најавила да ће отворити амбасаду у Београду.

### Политички односи
- Тадашња министарка за Европу министарство иностраних послова Ирске, Лусинда Крејтон је посетила Београд септембра 2012. и јуна 2013.
- Премијер Владе Ивица Дачић је био у радној посети Ирској фебруара 2013.
- Поводом председавања ЕУ, Ирску су јануара 2013. посетили премијер Владе и МУП Ивица Дачић и ППВ за европске интеграције Сузана Грубјешић.
- Министар спољних послова Иван Мркић и Министар иностраних послова Ејмон Гилмор су се састали на маргинама МС ОЕБС у Даблину децембра 2012. и 67. заседања ГС УН септембра 2012.
- Политички директор министар иностраних послова Ирске Дејвид Донахју је био у посети Београду новембра 2011.
- Бивши минситар спољних послова Вук Јеремић је боравио у званичној посети Ирској јануара 2011.
- Министар иностраних послова Ирске Дермот Ахерн је новембра 2007. године био у радној посети Србији.[1]

### Економски односи
- У 2020. години остварена је робна размена вредности око 148 милиона долара, уз увоз од практично 134 и извоз од 14 милиона.
- У 2019. години остварена је робна размена вредности од 127 милиона УСД, уз увоз од 116 и извоз од око 11 милиона.
- У 2018. години остварена је робна размена вредности од преко 140 милиона долара, уз увоз од 135 и извоз од више од 5 милиона.[4][5]